# 巴登海姆
巴登海姆是德国莱茵兰-普法尔茨州的一个市镇。总面积4.33平方公里，总人口583人，其中男性280人，女性303人（2011年12月31日），人口密度135人/平方公里。